# KO Mundial

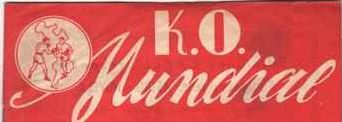
Primer logotipo del semanario, de 1952.

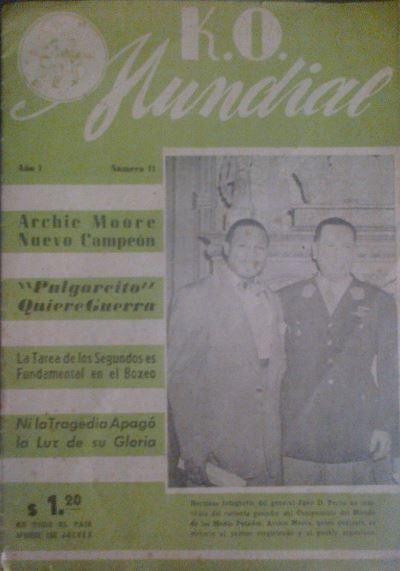
Tapa K.O. MUNDIAL Año 1 N°11. Juan D. Perón junto al campeón Archie Moore, en 1952.

KO Mundial fue la primera revista de boxeo de la República Argentina, fundada en septiembre de 1952 por Aldo Ring Cappagli bajo el registro de propiedad intelectual N° 395.100. 

## La redacción
Las oficinas estaban en Avenida de Mayo 769 ubicadas estratégicamente frente al pintoresco Café Tortoni en el barrio porteño de Monserrat. Este clásico café era el centro de las celebridades culturales y deportivas del momento, en donde el director Aldo Cappagli conoció a quien sería su corresponsal en Brasil [Kaled Curi].

## Éxito
K.O. MUNDIAL era de publicación semanal, saliendo a la venta los días jueves. Alcanzó rápidamente mucho éxito entre los aficionados del pugilismo recibiendo por parte de estos dos mil cartas en el primer mes de edición de la misma.

## Figuras
Figuras como Pascual Pérez, Nicolino Locche, Horacio Accavallo, Víctor Galíndez y Carlos Monzón recorrían habitualmente los pasillos de la redacción debido a la amistad que se había formado con el director Aldo Cappagli y con el jefe de redacción Simon Bronenberg.

## Juan D. Perón
El presidente Juan Domingo Perón lector incondicional del semanal K.O. MUNDIAL, debido al estrecho lazo que mantenía su cuñado Juan Duarte con el director Aldo Cappagli, fue tapa reiteradas veces acompañado siempre de campeones mundiales.